# Stolačko polje
Stolačko polje je riječno-krško polje u Bosni i Hercegovini
Nalazi se u Niskoj Hercegovini, sjeverozapadno od Popova polja. Sastoji je od manjeg Vidovog polja s rijekom Radimljom na sjeveru i većeg Humačkog s Bregavom na jugu. Površina Stolačkog polja je 3,4 km2 na nadmorskoj visini između 45 i 65 metara.
U istočnom dijelu polja nalazi se vapnenačko brdo Križevac s Vidoškim gradom podno kojeg se razvilo glavno naselje Stolac. U Vidovom polju nalazi se poznata nekropola stećaka Radimlja.